# Port Newark–Elizabeth Marine Terminal

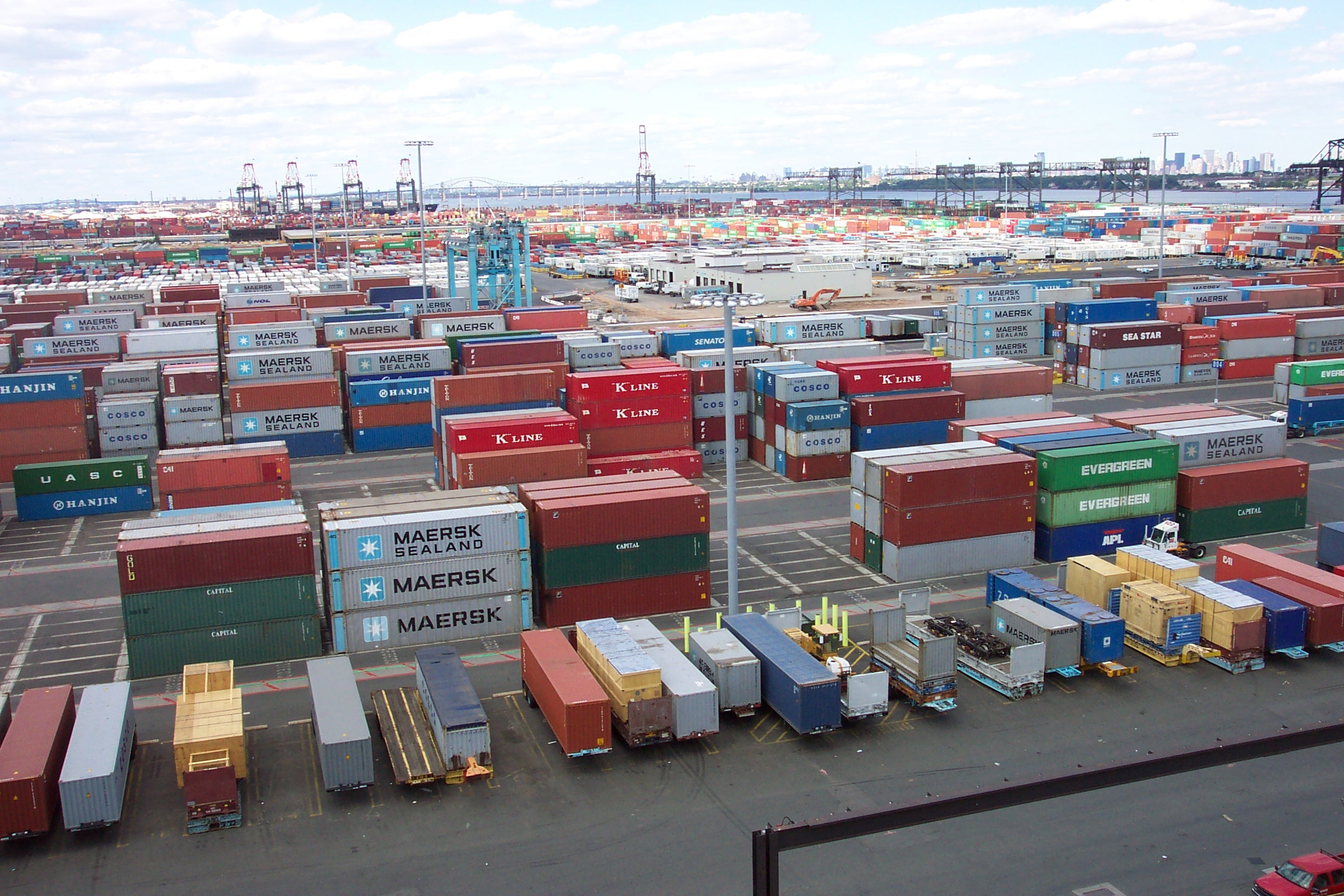
Containers in de terminal

Port Newark–Elizabeth Marine Terminal is de belangrijkste containerterminal in de haven van New York en New Jersey naast Newark Liberty International Airport in de staat New Jersey. Het is een belangrijk doorvoerpunt voor goederen naar de agglomeratie New York en het noordoosten van de Verenigde Staten. De haven is eigendom van de Port Authority of New York and New Jersey en is de op twee na grootste terminal van de Verenigde Staten en de grootste aan de oostkust van Noord-Amerika.
De terminal wordt verhuurd aan bedrijven als Maher terminals, APM terminal (A.P. Møller-Mærsk Group) en PNCT (Port Newark Container terminal).
Schepen bereiken de containerhaven aan Newark Bay via the Narrows en de Kill Van Kull. Hierbij was de Bayonne Bridge tot 2017 een belangrijk obstakel voor de grootste schepen vanwege de toenmalige doorvaarthoogte van 46- 48 meter. De brug werd opgekrikt en in 2017 was een doorvaarthoogte van 66 meter gegarandeerd conform de Neopanamax-normen.

## Overige containerfaciliteiten
In de haven van New York en New Jersey bevinden zich nog drie containerterminals, allen in beheer bij de Port Authority:
- Red Hook Marine Terminal aan Upper New York Bay
- Howland Hook Marine Terminal aan Arthur Kill aan de Newark Bay
- Port Jersey Marine Terminal aan Upper New York Bay